# Беджа (місто)
Беджа (араб. باجة) — місто в Тунісі, центр однойменного вілаєту. Населення — 56 677 чол. (2004).